# Смесница
Смесница (мкд. Смесница) је насеље у Северној Македонији, у северном делу државе. Смесница припада општини Зелениково, која окупља југоисточна предграђа Града Скопља.

## Географија
Смесница је смештена у северном делу Северне Македоније. Од најближег већег града, Скопља, насеље је удаљено 35 km југоисточно.
Насеље Смесница је у оквиру историјске области Торбешија, која се пружа јужно од Скопског поља. Насеље је смештено ма брдима изнад приобаља Вардара. Источно од насеља се издиже планина Китка. Јужно од насеља је ушће Кадине реке у Вардар. Надморска висина насеља је приближно 280 метара.
Месна клима је континентална.

## Становништво
Смесница је према последњем попису из 2002. године имала 104 становника.
Претежно становништво у насељу су Албанци (100%).
Већинска вероисповест је ислам.